# Пирс, Пол
Пол Э́нтони Пирс (англ. Paul Anthony Pierce; род. 13 октября 1977 года, Окленд, штат Калифорния) — американский баскетболист. После трёх лет игры за баскетбольную команду Канзасского университета был выбран под общим 10-м номером на драфте НБА 1998 года клубом «Бостон Селтикс».
Выступая за «Бостон» он дважды, в 2008 и 2010 годах, выходил в финал НБА, став чемпионом в сезоне 2007/2008. Был назван самым ценным игроком финальной серии. Десять раз принимал участие в Матче всех звёзд НБА, четыре раза включался по итогам сезона в символическую сборную всех звёзд. Является вторым по результативности игроком в истории «Селтикс». Член Зала славы баскетбола с 2021 года.

## Биография

### Юность
Пол Пирс родился в Окленде, но после 6-го класса школы с матерью перебрался в Инглвуд, пригород Лос-Анджелеса. Его мать — Лоррейн Хосси — мать-одиночка. Пол никогда не знал своего отца, но рос в счастливой рабочей семье. Интерес к баскетболу, поощряемый матерью, появился после знакомства с игрой династии «Лос-Анджелес Лейкерс» 1980-х годов. Новое увлечение позволило Полу и двум его старшим братьям, Джамалу и Стивену, избежать стычек с уличными бандами. Джамал позже играл в баскетбол за университет штата Вайоминг, а Стивен стал бейсболистом и был выбран в первом раунде драфта МЛБ клубом «Сан-Франциско Джайентс», когда Полу было 12 лет.
Мечтая стать новым Мэджиком Джонсоном, Пол делал свои первые шаги в спорте под присмотром Скотта Колинза, полицейского, который был известным в Инглвуде общественным деятелем. Коллинз тренировал детей в Police Athletic League, организации, которая давала возможность детям из небогатых семей заниматься различными видами спорта, поэтому, помимо баскетбола, Пол уже с седьмого класса играл в волейбол и был неплохим боулером. Кроме того, работая охранником на играх «Лейкерс» в «Форуме» (домашней арене «Озёрных» с 1967 по 1999 год), Коллинз давал возможность своим воспитанникам насладиться битвами самых непримиримых на тот момент команд НБА. Также в детстве Пол более был заядлым фанатом игр студенческого чемпионата NCAA, он каждый год записывал игры финала четырёх и неустанно их пересматривал.

### Старшая школа Инглвуда
Пол поступил в старшую школу Инглвуда в 1991 году. Не имея ни скорости, ни высокого роста (на тот момент около 175 см), он не попал в школьную баскетбольную команду «Сентинелс». Упорно тренируясь каждый день перед уроками с 5 утра, Пол в первый год обучения выступал за младшую команду школы и попал-таки в поле зрения тренера школьной команды Пэта Роя, который на второй год обучения перевёл Пирса в резерв основной команды «Сентинелс». Пол был игроком глубокого запаса, и тренер планировал в скором времени отправить его обратно в младшую команду, но Пирсу помог случай. На очередном матче большинство основных игроков команды отсутствовало из-за рождественских праздников, и «Сентинелс» проигрывали 19 очков в третьей четверти, когда тренер от бессилия выпустил на площадку юного Пирса. Пол набрал 21 очко, собрал 9 подборов, отдал 6 передач и собственноручно выиграл матч.
Таким образом, застолбив за собой место в стартовой пятёрке школьной команды, на третий год обучения Пол привёл команду к 30 победам в сезоне и завоевал титул чемпионов дивизиона. Он перешагнул отметку в 6 футов (180 см), продолжая расти. На четвёртый год обучения Пирс стал сокапитаном команды, фанаты начали просить автографы, его взяли на заметку скауты крупнейших университетов страны. В краткие сроки достигнув пика роста (201 см), Пол доминировал в школьном баскетболе и был признан лучшим игроком штата Калифорния, набирая в среднем 24,5 очка, 11,5 подборов и 4 передачи за игру, и был приглашён для участия на матч всех звёзд школьного чемпионата вместе с такими будущими звёздами НБА как Кевин Гарнетт, Антуан Джеймисон, Стефон Марбери и Винс Картер. В рамках турнира он принял участие в конкурсе по броскам сверху, проиграв в финале Картеру, будущему победителю аналогичного конкурса в НБА.
Получив множество предложений из различных колледжей по всей стране, остановился на Канзасском университете.

### «Канзас Джейхоукс»

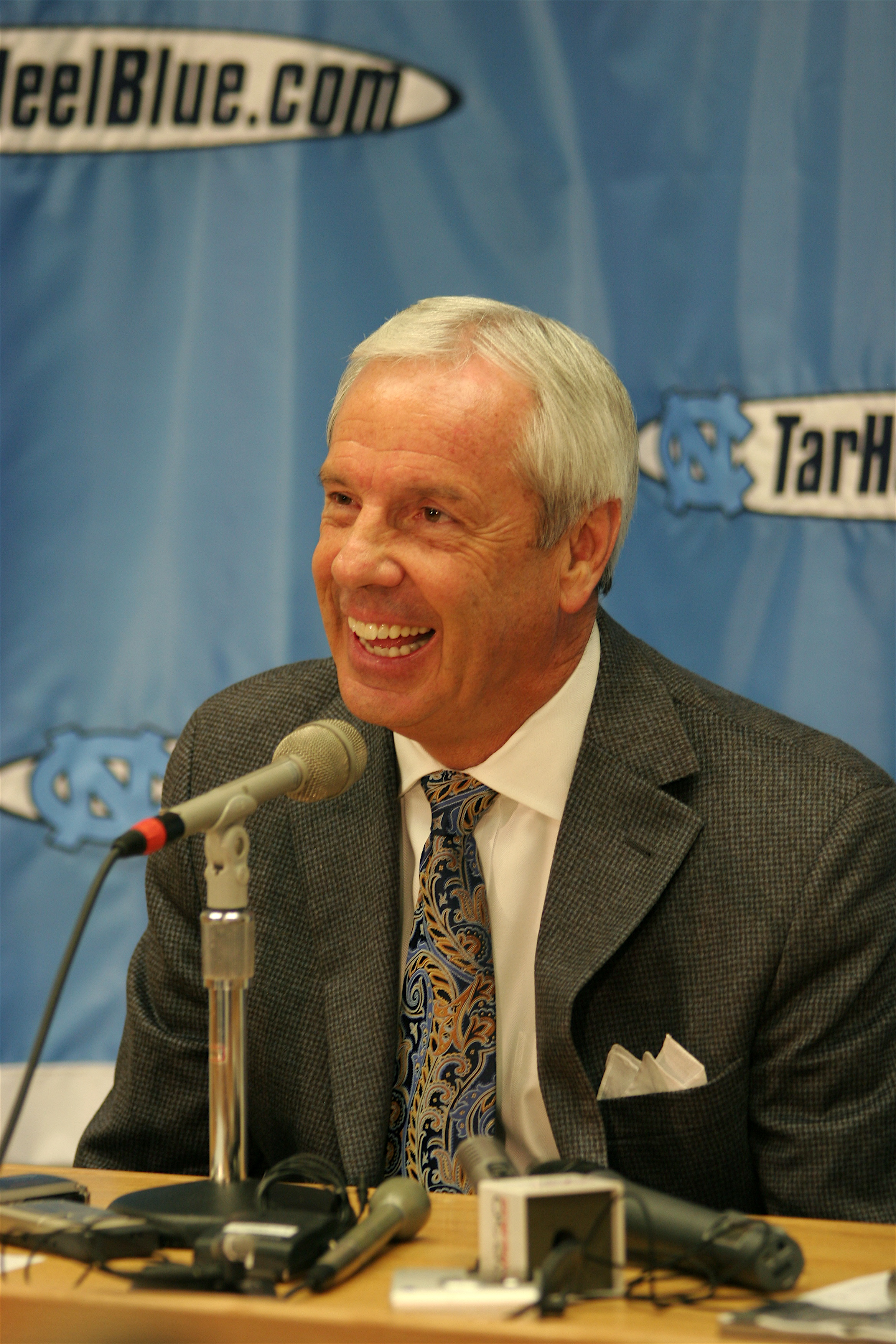
Тренер Рой Уильямс сыграл важную роль в становлении Пирса как игрока

В Канзасе, помимо изучения курса по преступности и правонарушениям, Пирсу предстояло выступать под началом Роя Уильямса — легендарного баскетбольного тренера, ныне члена Зала славы баскетбола.
В первом сезоне в новой команде Пирс выходил в старте во всех играх кроме одной, набирая в среднем 11,7 очка и собирая на щитах 5,3 подбора, на пару с Чонси Биллапсом получив приз лучшего новичка Центральных Штатов.
Заявить о себе в полный голос Пирсу удалось уже в следующем сезоне, во время своего второго года обучения. Партнёр Пирса по команде, Раф Лафренц был выбран в первую команду всех звёзд американского студенческого баскетбола, в то время как сам Пол попал только в третью сборную центральных штатов, хотя многие фанаты были уверены, что Пирс гораздо более перспективен. Приведя команду к победе в чемпионате университетов центральной Америки, Пирс получил титул лучшего игрока этого турнира, а команда колледжа Канзас заняла в рейтинге первое место в стране (впервые в своей истории) и имела все шансы попасть в финальную стадию студенческого чемпионата NCAA (Мартовского Безумия), но проиграла Аризоне на стадии 1/16 финала. Тем не менее, во время выставочного матча в Allen Fieldhouse оба игрока — получивший звание игрока года центральных штатов Лафренц и Пирс — публично заявили о том, что остаются в колледже ещё на год.
В начале своего третьего сезона Пирс чуть больше ушёл на второй план, но после того, как Лафренц получил перелом пальца, Пол вновь вернулся к роли лидера, повысив не только свою результативность, но и защитную эффективность в условиях постоянных ловушек и прессинга, которые проповедовались тренером Уильямсом, как основа стиля канзасской обороны того периода.
В последней домашней игре регулярного сезона Пол набрал 31 очко в рекордной, 60-й подряд домашней победе над университетом Оклахомы 83-70, заставив болельщиков на трибунах скандировать «Ещё один год!», намекая на возможное продолжение Пирсом выступлений за колледж.
Пирс во второй раз подряд привёл «Канзас Джейхоукс» к победе в Большой Дюжине, снова получив титул лучшего игрока. Но в плей-офф NCAA их вновь постигла неудача, и Пирс закончил своё выступление за университет поражением от Род-Айленда во втором раунде.
Несмотря на попадание в Первую команду всех звёзд студенческого баскетбола, Пирс всё же после недолгих раздумий и разговоров с тренером Уильямсом созвал пресс-конференцию в родной Старшей школе Инглвуда, где и сообщил о своём решении выставить свою кандидатуру на драфт НБА 1998 года.
В целом за годы выступления в колледже Пирс продемонстрировал высокий уровень баскетбольного интеллекта и разноплановой игры. Не раз брал на себя ответственность в решающие моменты игры, проявляя себя как лидер команды. Например, в победе над Техасом (102-72), которая транслировалась по телевидению, Пирс продемонстрировал силу своего характера, набрав 31 очко, играя с травмой голеностопа, растяжением связок колена и повреждённым в предыдущих матчах глазом. Статистические показатели за время выступлений за «Канзас»: 16,4 очка и 6,3 подбора в среднем за игру.

### Новый лидер «кельтов» (1999—2001)

#### Драфт 1998
Перед драфтом 1998 года Пирс тренировался в стане 5-ти команд, зарекомендовав себя как перспективный, универсальный форвард с хорошими физическими данными и широким диапазоном умений. Под 3-м общим номером был выбран партнёр Пирса по «Канзасу» Раф Лафренц. Под 4-м и 5-м — старые знакомые со школьной скамьи: Винс Картер и Антуан Джеймисон — оба студенты университета Северной Каролины. Сам Пирс был выбран под общим 10-м номером клубом «Бостон Селтикс», несмотря на прогнозы быть выбранным гораздо выше. Уроженец Лос-Анджелеса, попал в стан заклятого врага в не лучшие его годы. Сезон 1997 года стал самым неудачным в истории команды (67 поражений), сезон 98 года не внёс особых улучшений. Новоприбывший стал надеждой команды на светлое будущее.

#### 1998/1999
Ознаменовав собой окончание «эры Джордана», регулярный сезон 99 года был сокращён до 50 игр из-за локаута. В своём дебютном матче в Лиге против «Торонто Рэпторс» Пол Пирс набрал 19 очков, 9 подборов, 5 передач и 4 раза заблокировал броски соперника. «Селтикс» под руководством Рика Питино победили всего лишь в 19 из 50 игр, что не омрачило дебютный сезон рождающейся «Истины»: лидер команды по количеству успешных и выполненных бросков по кольцу из-за дуги (10 и 18 место в Лиге) и по проценту их реализации (41, 10й), второй среди новичков по количество очков за игру (16,5), подборов (6,4) и перехватов, четвёртый по блок-шотам (1,04), пятый по передачам (2,4), шестой по количеству дабл-даблов (3) и десятый по проценту реализации бросков с игры (44). В феврале получил награду Новичка месяца; по итогам сезона был выбран в Первую сборную новичков, был третьим в голосовании на лучшего новичка сезона, но Матч Новичков на Уикэнде Всех Звёзд был отменён, как и центральный матч, из-за сокращённого сезона.

#### 1999/2000

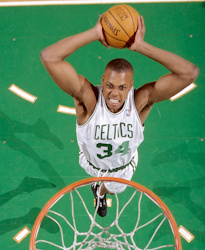
Слэм-данк Пола Пирса в матче против «Супер Соникс» 21 января 2000 года

Став второгодкой, Пирс поднял свою среднюю результативность за игру ещё на три балла (до 19,5) и преуспел в совершенствовании своих защитных навыков, став вторым в лиге по числу перехватов за игру (2,08). Участвовал в Матче новичков на стороне второгодок, проведя на площадке 24 минуты, успел выбросить 11 трёхочковых, из которых 5 достигли цели. Тот матч стал бенефисом новичка Элтона Брэнда на подборах (12 отскоков в нападении) и Джейсона Уильямса как ассистента, о котором сам Пол выразился в исключительно положительном ключе. Пирс же закончил матч с 18 очками в активе, 4 подборами, передачей и перехватом в проигранном в овертайме матче. «Селтикс» же были нестабильны по ходу всего сезона, начав чемпионат с трёх побед подряд, далее они чередовали победы с затяжными сериями поражений, выдав под конец чемпионата, на рубеже марта и апреля серию из 10-ти поражений подряд. Таким образом, они завершили сезон досрочно, выиграв менее половины матчей (42 %) и расположились на третьем с конца месте Атлантического дивизиона с соотношением побед и поражений 35-47.

#### 2000/2001
В новом сезоне Пирс продолжил путь завоевания ассоциации: единственным из «Селтикс» выйдя на площадку во всех 82 играх регулярного сезона (и все 82 — в стартовом составе), он увеличил свою результативность до восьмого показателя в лиге — 25,3 очка за игру, в марте 2001 года он получил награду лучшего игрока недели и стал первым «кельтом» после Реджи Льюиса в 1992-м, кто получил её. Логично, что и награда игрока месяца тоже перешла в руки Пирсу; он стал первым за 15 лет представителем клуба из Бостона обладателем этой награды. Закончил сезон с 12 дабл-даблами на счету, набрав за сезон 2071 очко, стал первым после Ларри Берда, кому покорился рубеж в 2 тысячи набранных очков за сезон. Установил рекорд клуба по количеству выполненных штрафных бросков за сезон (738) и реализовал 550 из них, став третьим по этому показателю после Седрика Максвелла (574 в сезоне 78/79) и Джона Хавличека (554 в сезоне 70/71).
Кроме того, по ходу сезона с поста главного тренера ушёл Рик Питино, и ему на смену пришёл Джим О’Брайен, под руководством которого «Селтикс» завершили сезон с солидным для себя нейтральным балансом побед-поражений: 24-24. Весьма впечатлив руководство такими темпами развития, О’Брайен официально стал главным тренером «Селтикс» на будущий сезон, что и позволило таланту 34-го номера «кельтов» раскрыться в полной мере.

### Момент «Истины» (2001—2003)

#### 2001/2002
Подписав в межсезонье новое многолетнее соглашение, Пирс повёл «Селтикс» на штурм новых вершин. В течение регулярного чемпионата дважды признавался Игроком месяца (один из них — на пару со своим партнёром по команде Антуаном Уокером). Набрав больше всех очков за сезон (2144), стал первым «кельтом», добившимся подобного, но оказался третьим по набранным очкам за игру (26,1). Был приглашён на Матч всех звёзд — впервые в карьере — и за 23 минуты на площадке набрал 19 очков и собрал 7 отскоков. Приведя команду к 49 победам, второму месту в своём дивизионе и третьему в конференции, Пирс вывел «Селтикс» в плей-офф впервые за 7 лет.

##### Плей-офф 2002
В первом раунде им противостояли прошлогодние чемпионы Конференции — «76-е» из Филадельфии во главе с Алленом Айверсоном: серия и предполагалась как дуэль явных лидеров, привлекающих на площадке к себе много внимания. В первой игре победу праздновали игроки «Бостона» во многом благодаря 31 очку, 11 подборам и 4 перехватам Пирса. Вторая игра также осталась за хозяевами во многом благодаря успешным действиям всей команды: 6 игроков набрали 10 очков и более; сам Пирс вновь оформил дабл-дабл (25 +10), но совершил 6 потерь. Когда серия переехала в «город братской любви», инициатива от Истины перешла к Ответу, где на родной арене Айверсон напомнил всем, кто же стал MVP регулярного чемпионата год назад, набрав 42 очка и совершив 5 перехватов. Отличные статистические показатели Пирса (29 очков + 10 подборов + 7 передач) не смогли предотвратить необходимость 4-й игры. Айверсон был не так блистателен в 4-й игре серии, атакуя с игры всего лишь с 35-процентной точностью, но именно его действия в концовке стали решающими для склонения чаши весов в сторону победы «76-х».
Все должно было решиться в пятой игре — и Пирс не разочаровал: 46 очков и 8 из 10 бросков издали в крупной победе со счётом 120-87. Причём большую часть времени матч держал в зрителей в напряжении, но 9 трёхочковых «Бостона» в последней четверти сняли вопрос о победителе серии.
В полуфинале конференции «Селтикс» противостояли «Пистонс» из Детройта, но серия прошла относительно спокойно за явным преимуществом «зелёных», которые проиграли только первую, гостевую игру. Особой результативность не отличалась ни серия игр в целом, ни игра Пирса в частности (17/22/19/25/18); наиболее характерной стала низко результативная победа «Бостона» в 3-м матче серии со счётом 66-64.
Неожиданно добравшись до финала конференции, «Бостон» столкнулся с клубом «Нью-Джерси Нетс». «Сети» взяли первую игру, во многом благодаря трипл-даблу Джейсона Кидда, но, уступив во второй, теперь уже несмотря на второй подряд в серии трипл-дабл Кидда, дали «Бостону» некоторое преимущество. Третий же матч вошёл в историю: «Селтикс» проигрывали 21 очко к четвёртой четверти, но 19 очков Пирса позволили совершить «кельтам» крупнейший «камбэк» в истории Лиги. Четвёртый матч проходил по похожему сценарию с третьим, с разницей в том, что «Нетс» свою ошибку не повторили и довели матч до победы, не обращая внимания на титанические усилия Пирса и Уокера, набравших 61 очко на двоих. При счёте 2-2 шансы обеих команд были равны, но «Нетс» удалось взять и пятый матч дома и шестой во «Флит Центре», оставив команду из Бостона без главного финала. Если в пятом матче, несмотря на низкий процент попадания (39), Пирс всё же статистически выглядел неплохо (24 +12), то в шестом матче эффективная игра скамейки «Нетс», очередной трипл-дабл Кидда и 1 из 9 из-за дуги для Пирса стали фатальными.
Пол Пирс завершил свой первый экскурс по играм навылет со статистикой 24,6 очка, 8,6 подбора и 4 передачи в среднем за игру.

#### 2002/2003
Закрепившись в ранге звезды Ассоциации, Пирс продолжал тащить «Селтикс» в новом сезоне на своей спине так усердно, что был вынужден пропустить несколько матчей регулярного чемпионата из-за растяжения спинных мышц. Его роль в команде стала ещё более значительна: 25,9 очка за игру и лучшие в карьере показатели по подборам за игру (7,3) давали возможность претендовать на различные индивидуальные награды, такие как игрок недели и вызов на Игру всех звёзд, в которой он за 18 минут набрал 8 очков, но общая нестабильность команды не давала возможности надеяться на сенсационные результаты в плей-офф.

##### Плей-офф 2003
Выйдя в пост-сезонные игры, имея в активе 44 победы, «Селтикс» встретились в первом раунде с «Индианой Пэйсерc». «Кельты» с ходу отобрали у «иноходцев» преимущество домашней площадки, выиграв первый матч со счётом 103—100, благодаря стараниям Пирса — его 40 очков, 11 подборов, 6 передач и 4 перехвата стали весомым аргументом, возражений на который у «Индианы» просто не нашлось. Стараниями Джермейна О’Нила (23 + 20) счёт в серии сравнялся, но далее серия шла по сценарию, который устроил бостонцев. Серия завершилась со счётом 4-2 в пользу дружины Пирса.
Во втором раунде их уже ждали старые знакомые из Нью-Джерси. Несмотря на героические подвиги Пирса, такие как трипл-дабл во втором матче серии, серия закончилась, не успев начаться: «сухая» победа «Нетс», в рядах которых, помимо Кидда, на передний план вышли форварды Ричард Джефферсон и Кеньон Мартин, со своей губительной для обороны «Бостона» агрессивно-атлетичной манерой игры.

### Годы неопределённости (2003—2007)

#### 2003/2004

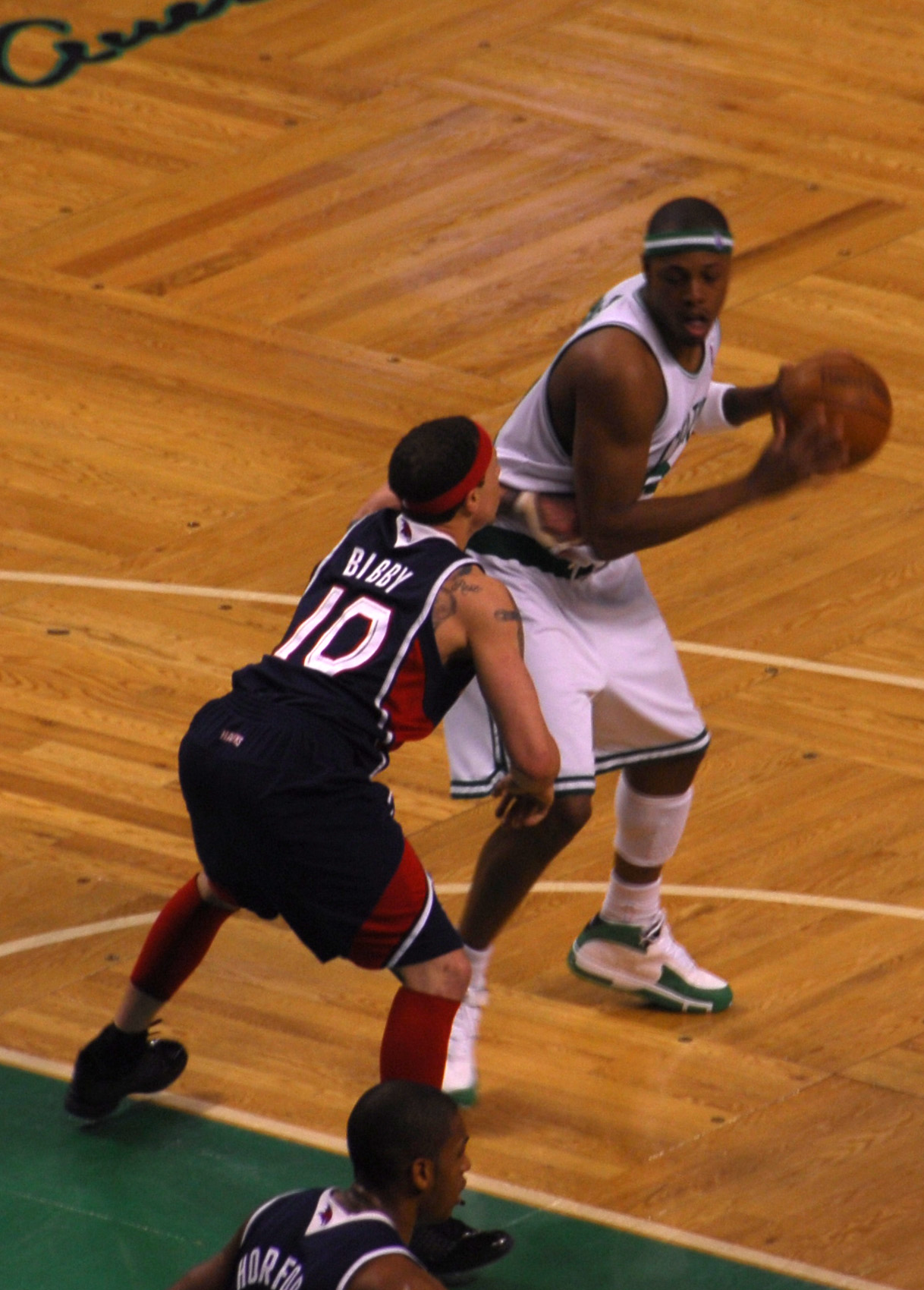
Пол Пирс против Майка Бибби

Сезон ознаменовался для «Селтикс» рядом крупных кадровых изменений: место директора по баскетбольным операциям занял Дэнни Эйндж, сменивший на этом посту Криса Уоллеса. Придя к выводу о неизбежности перемен, Эйндж совершил ряд трансферов, в результате которых в «Даллас Маверикс» отправились Антуан Уокер и Тони Делк, а в «Бостон» переехали партнёр Пирса по Канзасскому университету Раф Лафренц, Крис Миллс, Юри Уэлш и выбор в первом раунде драфта 2004 года.
Также закончилась непродолжительная, но богатая на различного рода достижения карьера тренера О’Брайена в рядах «Селтикс»: после 46-ти игр сезона с балансом 22-24 он подал в отставку, а ему временно на смену пришёл Джон Кэррол, проработавший с командой лишь до конца сезона.
Сам сезон ознаменовался для Пирса несколькими «вехами» вроде преодоления рубежа в 10 тысяч набранных очков и 15 тысяч сыгранных минут, но статистически не был выдающимся.
«Селтикс» с трудом вышли в плей-офф, где в первом же раунде уступили «Индиане Пэйсерc» в четырёх матчах; ни разу разница в итоговом количестве набранных командами очков не была однозначной. Максимум Пола Пирса в этой серии стал дабл-дабл из 20 очков и 10 подборов в первом матче серии.

#### 2004/2005
С приходом в команду нового тренера, Глена «Дока» Риверса, руководство взяло курс на смену приоритетов, и Пирс в окружении юных дарований был вынужден несколько умерить свои амбиции, снизив результативность до 21 очка в среднем за игру. Вернувшийся по ходу сезона в родные пенаты Антуан Уокер внёс свой вклад в завоевание «Бостоном» титула лучшей команды Атлантического дивизиона, впервые с сезона 91/92.

##### Плей-офф 2005
В плей-офф Пирс, имея в партнёрах талантливых, но молодых и неопытных игроков, не смог привести свою команду к победе в первом раунде, не сумев преодолеть сопротивление всё тех же «Пэйсерс» из Индианы. Набирая 22,9 очка, 7,7 подбора, 4,6 передачи и 1,9 перехвата в среднем за игру в этой серии, Пирс вывел свою команду и на финальный бой в седьмом матче, но, не найдя подспорья у партнёров, был вынужден признать поражение. Седьмой матч подвёл черту под сезоном «Селтикс»: 27-очковое поражение в домашнем матче ознаменовало очередной кризис в игре «Селтикс».

#### 2005/2006
Достигнув снайперского пика на свой 8 год пребывания в НБА (26,8 очка за игру, 6-й в лиге) и став самым эффективным снайпером среди первых 30-ти (по соотношению набранных очков к выполненным броскам, так называемый рейтинг очков-за-бросок), Пирс был вынужден завершить сезон без участия в играх навылет: «Селтикс» с результатом 33-49 по итогам сезона не попали в плей-офф. Пирс же добавил в копилку 17 дабл-даблов и трипл-дабл, по ходу сезона в 8-ми матчах подряд набирал 30 и более очков. 4-й раз в карьере преодолел 2000 набранных очков за сезон, сравнявшись с Ларри Бердом по этому показателю. В конце сезона подписал новое соглашение, рассчитанное на 3 года и 59 миллионов.

#### 2006/2007
Следующий сезон стал ещё более драматичным как для поклонников команды штата Массачусетс, так и для самого капитана этой команды. Сезон начался с новости о смерти Рэда Ауэрбаха, легенды «Селтикс», а закончился слухами о возможном обмене Пирса в другую команду. Получив в начале сезона первую серьёзную травму в карьере, Пол большую часть сезона наблюдал игры со скамейки, в то время как его команда показала второй худший результат в НБА (24-58), включая серию из 18 поражений подряд. Несмотря на то, что карьера Пирса в «Бостоне» была под вопросом, в тех 47 матчах, в которых он принимал участие, он показал приличные цифры: 25 очков, почти 6 подборов и 4 передачи в среднем за игру.
Второй худший результат в НБА давал надежды на высокий выбор на драфте, но «Селтикс» заполучили лишь 5-й номер. Но межсезонье перевернуло всё с ног на голову, в одночасье сделав «Селтикс» основными претендентами на чемпионские перстни.

### Новая «Большая троица» (2007—2012)

#### 2007/2008
Заполучив в свои ряды сначала одного из лучших снайперов в истории НБА, Рэя Аллена из «Сиэттл Супер Соникс» в обмен на форварда Уолли Щербяка, защитника Делонте Уэста и права на выбранного ранее на драфте Джеффа Грина, «Селтикс» сделали первый шаг по превращению в команду-претендента на чемпионский трофей (в ходе того обмена в «Бостон» отправился ещё и Глен Дэвис, выбранный «Сверхзвуковыми» на драфте). Но ещё большим достижением стал крупный обмен игроками, в ходе которого в «Миннесоту Тимбервулвз» отправились Райан Гомес, Джеральд Грин, Эл Джефферсон и Себастьян Тэлфейр, а в Бостон переехал 10-кратный участник Матча всех звёзд и MVP регулярного чемпионатаНБА 2004 годаКевин Гарнетт. Образовавшуюся тройку звёздных игроков немедленно обозначили как «Большое трио», ведь с приходом этих игроков пришла и надежда на чемпионский титул. Памятное межсезонье закончилось для «Бостона» подписанием контрактов с такими игроками, как Джеймс Поузи, Пи Джей Браун и Эдди Хаус. Ещё в июле 2006 года был подписан контракт с новичком Рэджоном Рондо, который и занял позицию разыгрывающего в стартовой пятёрке. Сам же Пирс перед грядущим сезоном решил сбросить вес до 235 фунтов (107 кг), дабы стать более мобильным в защите, так как «он перестал быть единственной опцией команды в нападении».

Переместив акцент на слаженную командную игру, «Селтикс» взяли верх в 8-ми стартовых играх сезона и 26-ти из 29-ти игр в начале сезона. Снизившаяся результативность Пирса (до 19,6 за игру) была закономерной, и «Селтикс», выиграв 66 игр регулярного сезона, вошли в период игр, проводимых NBA по олимпийской системе с первого места в Ассоциации, автоматически заполучив преимущество домашней площадки.

##### Плей-офф 2008
Первый раунд против «Атланты Хокс» вылился в 7-матчевое противостояние, в ходе которого хозяева площадки неизменно брали верх, причём 5-ю и 7-ю игру «Селтикс» выиграли с общей разницей 59 очков (110-85 и 99-65).
Аналогичная схема сработала и в серии с «Кливленд Кавальерс». Но седьмая игра стала украшением серии и дуэлью между Полом Пирсом и Леброном Джеймсом, лидером «Кавальерс». Достигнув второго результата в истории «Селтикс» для 7-х матчей плей-офф с 41 баллами за результативность, Пирс всё же проиграл сражение Джеймсу, в активе которого оказалось 45 очков, но выиграл матч, оставив «Короля» за бортом плей-офф.
В финале конференции против «Детройт Пистонс» «Селтикс» впервые проиграли на домашнем паркете, но позже уравняли шансы в игре № 3. Ведя в серии 3-2, перед очередной гостевой игрой Пирс пообещал, что «в этой серии они в Бостон больше не вернутся». Он сдержал обещание, и во многом благодаря его 27-ми очкам «Селтикс» вышли в финал, где им предстояло сразиться с «Лос-Анджелес Лейкерс». Для самого Пирса этот финал был особенным, ведь он вырос в Калифорнии, и ему предстояло оспаривание титула чемпиона НБА у своей любимой команды детства.
Но финальная серия началась для Пола с травмы колена в третьей четверти первого же матча: за 6:49 до окончания 3-й четверти его отвезли в раздевалку на кресле-каталке. Тем не менее уже через минуту, за 5:04 до конца того же отрезка встречи, он вновь вышел на площадку. Играя через боль, Пирс забил три трёхочковых броска и принёс своей команде уверенную победу со счётом 98-88. Набрав во втором матче 28 очков, Пирс и «Селтикс» довели преимущество в серии до двух побед. Игру № 3, в «Стэйплс-центре», на которой присутствовали родные и друзья Пирса, сам Пол провалил, набрав всего 6 очков. Зато в 4-й игре (по системе 2-3-2), когда команда Коби Брайанта вела 18 очков перед второй половиной матча, «Селтикс» совершили рывок, выиграв третью четверть со счётом 31-15, вернув игре интригу, а позже и вырвав победу, доведя преимущество в серии до 3-1. И вновь Пирс отказывается ехать в Бостон, набирая 38 очков, 6 подборов и 8 передач в матче номер 5, но коллективными усилиями «Лейкерс» склоняют чашу весов в свою сторону. 6-й, финальный матч финальной серии стал триумфом «Бостон Селтикс». Цепкая игра в защите (18 перехватов за матч, 6 — на счету Рондо) и уверенное нападение привели к 39-очковому разгрому «Лейкерс» (131-92) и долгожданному, 17 титулу чемпионов, первому за 22 года. Пирс же был назван Самым ценным игроком финальной серии, набирая в среднем 19,7 очка, 5 подборов, 4,7 передачи и 1,08 перехвата за игру.

#### 2008/2009
Вернув себе звание главного бомбардира команды (20,5 очков за игру), Пирс вновь вывел «Селтикс» в плей-офф с результатом 62-20, но травма колена Кевина Гарнетта перечеркнула планы о втором подряд чемпионстве. Однако серия первого раунда плей-офф против «Чикаго Буллз» стала одной из самых напряжённых в истории НБА: за 7 проведённых матчей команды в сумме сыграли 7 овертаймов (по одному в играх 1 и 5, 2 в игре № 4 и 3 овертайма в 6-й игре серии). 7-матчевая серия с «Орландо Мэджик» завершила выступление «Селтикс» в плей-офф 2009 года.

#### 2009/2010
Выйдя победителями в 50 случаях из 82, «Селтикс» попали в плей-офф с 1-го места Атлантического дивизиона, но выглядели крайне бледно по сравнению с прошлыми годами. Статистика Пирса продолжала падать (18,3 очка, 4,4 подбора, 3 передачи за игру), но в нужный момент он показывал свою лучшую игру. На Уикэнде Всех звёзд в Далласе Пол Пирс стал первым «кельтом» после Ларри Бёрда, кому удалось выиграть конкурс трёхочковых бросков.

##### Плей-офф 2010
Победив «Майами Хит» в пяти матчах (третий — броском Пирса с сиреной), «Селтикс» вышли на «Кливленд». В этой серии у Пирса возникли некоторые проблемы с набором очков, но во многом благодаря игре Рэджона Рондо (3 дабл-дабла + трипл-дабл) прошли дальше — в финал конференции.
Три подряд победы (две — в гостях) над «Орландо Мэджик» предоставили «Селтикс» комфортное преимущество в серии. Сократившись до 3-2, серия вернулась в Бостон, где Пирс 31 очком и 13 подборами выбил своей команде билет в финал.
Эта была 12-я встреча «Бостон Селтикс» и «Лос-Анджелес Лейкерс» в финалах НБА. Трижды в первых пяти играх Пирс был лидером своей команды по набранным очкам, и «Селтикс» вели в счёте 3-2 в серии, но в 6-м матче был сильно ограничен, а в 7-м и вовсе не принимал участия из-за травмы основной центровой «Бостона» Кендрик Перкинс. Несмотря на 18 очков и 10 подборов Пирса в 7-м матче и 13-очковое преимущество по ходу встречи, «Лейкерс» вырвали победу и в 16 раз в своей истории стали чемпионами.

#### 2010/2011
Подписав новый трёхгодичный контракт, Пирс связал себя с «Селтикс» до 2014 года. 3 ноября 2010 года в игре против «Милуоки Бакс» он пересёк черту в 20 000 набранных очков за карьеру, став третьим в истории «Селтикс» игроком, кому покорился данный рубеж. Заполучив в свои ряды Шакила О’Нила, «Селтикс» не смогли полноценно решить все кадровые проблемы, и, выйдя в плей-офф с результатом 56-26 (3 место в конференции), они легко прошли «Нью-Йорк Никс» (4-0, 38 очков Пирса в третьей игре), но ничего не смогли противопоставить более молодому «трио» из Майами (Крис Бош, Леброн Джеймс, Дуэйн Уэйд), проиграв серию со счётом 4-1.
В мае 2011 года президент клуба Дэнни Эйндж заявил, что, возможно, в следующем сезоне Пирс будет выходить со скамейки запасных.

### Бруклин Нетс (2013—2014)
27 июня 2013 года «Бостон Селтикс» достиг принципиального соглашения с «Бруклин Нетс» об обмене Пола Пирса, Кевина Гарнетта, Джейсона Терри, Ди Джей Уайта на Криса Хамфриса, Джеральда Уоллеса, Маршона Брукса, Кита Боганса, Криса Джозефа и три пика в первом раунде драфтов 2014, 2016, 2018. Соглашение содержало опцию «Селтикс» об обмене между клубами пиками первого раунда драфта 2017 и было завершено 12 июля. «Нетс» закончили регулярный чемпионат 2013/14 с 44-ю выигранными матчами при 38-и проигранных встреч, Пол показал худшую статистику в карьере: 13,5 очка в среднем за игру. В плей-офф «Бруклин» выиграл в первом раунде в семи матчах у «Торонто Рэпторс», но в полуфинале конференции потерпел поражение от действующий чемпионов в пяти встречах «Майами».

### Вашингтон Уизардс (2014—2015)
17 июня 2014 года Пирс подписал 2-летний контракт с «Вашингтон Уизардс» на $11 миллионов, второй год контракта стал опцией игрока. В сезоне 2014/15 Пирс набирал 11,9 очка и 4,0 подбора в среднем за матч. «Уизардс» закончили регулярный чемпионат с 46-ю выигранными матчами при 36-и проигранных встреч. В плей-офф «Вашингтон» выиграл в первом раунде в четырёх матчах у «Торонто Рэпторс», но в полуфинале конференции уступил в шести встречах «Атланте». 27 июня 2015 года Пирс отказался от второго года по контракту с «Уизардс», чтобы стать неограниченно свободным агентом.

### Лос-Анджелес Клипперс (2015 — 2017)
2 июля 2015 года являясь свободным агентом Пол Пирс заключил трехлетнее соглашение с «Лос-Анджелес Клипперс», сообщает Yahoo! Sports. Сумма контракта составила около 10,5 миллиона долларов. Третий сезон будет опциональным для игрока. Благодаря переходу в «Клипперс», Пирс получил возможность выступать за город, где прошло все его детство и воссоединился с Доком Риверсом, под руководством которого в 2008 году завоевал свой единственный чемпионский титул в составе «Бостона».
По окончании сезона 2016/17 официально завершил карьеру игрока. Последним матчем Пирса стал 7-й матч серии первого раунда против «Юты», в котором «Клипперс» проиграли со счетом 91:104, а сам Пол набрал 6 очков, забрал 3 подбора, сделал 1 передачу и 1 перехват за 21:30 на паркете.

## Статистика

### Статистика в НБА
| Сезон   | Команда   | Регулярный сезон | Регулярный сезон          | Регулярный сезон         | Регулярный сезон         | Регулярный сезон                      | Регулярный сезон                   | Регулярный сезон            | Регулярный сезон           | Регулярный сезон              | Регулярный сезон              | Регулярный сезон         | Серия плей-офф  | Серия плей-офф            | Серия плей-офф           | Серия плей-офф           | Серия плей-офф                        | Серия плей-офф                     | Серия плей-офф              | Серия плей-офф             | Серия плей-офф                | Серия плей-офф                | Серия плей-офф           |
| Сезон   | Команда   | Сыгранные матчи  | Матчи в стартовой пятёрке | Количество минут за игру | Процент попаданий с игры | Процент попадания трёхочковых бросков | Процент попадания штрафных бросков | Количество подборов за игру | Количество передач за игру | Количество перехватов за игру | Количество блок-шотов за игру | Количество очков за игру | Сыгранные матчи | Матчи в стартовой пятёрке | Количество минут за игру | Процент попаданий с игры | Процент попадания трёхочковых бросков | Процент попадания штрафных бросков | Количество подборов за игру | Количество передач за игру | Количество перехватов за игру | Количество блок-шотов за игру | Количество очков за игру |
| ------- | --------- | ---------------- | ------------------------- | ------------------------ | ------------------------ | ------------------------------------- | ---------------------------------- | --------------------------- | -------------------------- | ----------------------------- | ----------------------------- | ------------------------ | --------------- | ------------------------- | ------------------------ | ------------------------ | ------------------------------------- | ---------------------------------- | --------------------------- | -------------------------- | ----------------------------- | ----------------------------- | ------------------------ |
| 1998/99 | Бостон    | 48               | 47                        | 34,0                     | 43,9                     | 41,2                                  | 71,3                               | 6,4                         | 2,4                        | 1,7                           | 1,0                           | 16,5                     | Не участвовал   | Не участвовал             | Не участвовал            | Не участвовал            | Не участвовал                         | Не участвовал                      | Не участвовал               | Не участвовал              | Не участвовал                 | Не участвовал                 | Не участвовал            |
| 1999/00 | Бостон    | 73               | 72                        | 35,4                     | 44,2                     | 34,3                                  | 79,8                               | 5,4                         | 3,0                        | 2,1                           | 0,8                           | 19,5                     | Не участвовал   | Не участвовал             | Не участвовал            | Не участвовал            | Не участвовал                         | Не участвовал                      | Не участвовал               | Не участвовал              | Не участвовал                 | Не участвовал                 | Не участвовал            |
| 2000/01 | Бостон    | 82               | 82                        | 38,0                     | 45,4                     | 38,3                                  | 74,5                               | 6,4                         | 3,1                        | 1,7                           | 0,8                           | 25,3                     | Не участвовал   | Не участвовал             | Не участвовал            | Не участвовал            | Не участвовал                         | Не участвовал                      | Не участвовал               | Не участвовал              | Не участвовал                 | Не участвовал                 | Не участвовал            |
| 2001/02 | Бостон    | 82               | 82                        | 40,3                     | 44,2                     | 40,4                                  | 80,9                               | 6,9                         | 3,2                        | 1,9                           | 1,0                           | 26,1                     | 16              | 16                        | 42,0                     | 40,3                     | 28,8                                  | 76,4                               | 8,6                         | 4,1                        | 1,7                           | 1,3                           | 24,6                     |
| 2002/03 | Бостон    | 79               | 79                        | 39,2                     | 41,6                     | 30,2                                  | 80,2                               | 7,3                         | 4,4                        | 1,8                           | 0,8                           | 25,9                     | 10              | 10                        | 44,5                     | 39,9                     | 35,6                                  | 86,3                               | 9,0                         | 6,7                        | 2,1                           | 0,8                           | 27,1                     |
| 2003/04 | Бостон    | 80               | 79                        | 38,7                     | 40,2                     | 29,9                                  | 81,9                               | 6,5                         | 5,1                        | 1,6                           | 0,7                           | 23,0                     | 4               | 4                         | 40,5                     | 34,2                     | 29,4                                  | 83,9                               | 8,8                         | 2,5                        | 1,3                           | 1,0                           | 20,8                     |
| 2004/05 | Бостон    | 82               | 82                        | 36,1                     | 45,5                     | 37,0                                  | 82,2                               | 6,6                         | 4,2                        | 1,6                           | 0,5                           | 21,6                     | 7               | 7                         | 39,6                     | 50,5                     | 25,9                                  | 86,8                               | 7,7                         | 4,6                        | 1,9                           | 1,4                           | 22,9                     |
| 2005/06 | Бостон    | 79               | 79                        | 39,0                     | 47,1                     | 35,4                                  | 77,2                               | 6,7                         | 4,7                        | 1,4                           | 0,4                           | 26,8                     | Не участвовал   | Не участвовал             | Не участвовал            | Не участвовал            | Не участвовал                         | Не участвовал                      | Не участвовал               | Не участвовал              | Не участвовал                 | Не участвовал                 | Не участвовал            |
| 2006/07 | Бостон    | 47               | 46                        | 37,0                     | 43,9                     | 38,9                                  | 79,6                               | 5,9                         | 4,1                        | 1,0                           | 0,3                           | 25,0                     | Не участвовал   | Не участвовал             | Не участвовал            | Не участвовал            | Не участвовал                         | Не участвовал                      | Не участвовал               | Не участвовал              | Не участвовал                 | Не участвовал                 | Не участвовал            |
| 2007/08 | Бостон    | 80               | 80                        | 35,9                     | 46,4                     | 39,2                                  | 84,3                               | 5,1                         | 4,5                        | 1,3                           | 0,5                           | 19,6                     | 26              | 26                        | 38,1                     | 44,1                     | 36,1                                  | 80,2                               | 5,0                         | 4,6                        | 1,1                           | 0,3                           | 19,7                     |
| 2008/09 | Бостон    | 81               | 81                        | 37,5                     | 45,7                     | 39,1                                  | 83,0                               | 5,6                         | 3,6                        | 1,0                           | 0,3                           | 20,5                     | 14              | 14                        | 39,7                     | 43,0                     | 33,3                                  | 84,2                               | 5,8                         | 3,1                        | 1,1                           | 0,4                           | 21,0                     |
| 2009/10 | Бостон    | 71               | 71                        | 34,0                     | 47,2                     | 41,4                                  | 85,2                               | 4,4                         | 3,1                        | 1,2                           | 0,4                           | 18,3                     | 24              | 24                        | 38,7                     | 43,8                     | 39,2                                  | 82,4                               | 6,0                         | 3,4                        | 1,0                           | 0,6                           | 18,8                     |
| 2010/11 | Бостон    | 80               | 80                        | 34,7                     | 49,7                     | 37,4                                  | 86,0                               | 5,4                         | 3,3                        | 1,0                           | 0,7                           | 18,9                     | 9               | 9                         | 38,2                     | 45,9                     | 44,7                                  | 88,2                               | 5,0                         | 2,8                        | 1,3                           | 0,4                           | 20,8                     |
| 2011/12 | Бостон    | 61               | 61                        | 34,0                     | 44,3                     | 36,6                                  | 85,2                               | 5,2                         | 4,5                        | 1,1                           | 0,4                           | 19,4                     | 20              | 20                        | 38,9                     | 38,6                     | 31,0                                  | 89,4                               | 6,1                         | 3,1                        | 1,5                           | 0,9                           | 18,9                     |
| 2012/13 | Бостон    | 77               | 77                        | 33,4                     | 43,6                     | 38,0                                  | 78,7                               | 6,3                         | 4,8                        | 1,1                           | 0,4                           | 18,6                     | 6               | 6                         | 42,6                     | 36,8                     | 26,8                                  | 89,7                               | 5,7                         | 5,3                        | 0,8                           | 0,5                           | 19,2                     |
| 2013/14 | Бруклин   | 75               | 68                        | 28,0                     | 45,1                     | 37,3                                  | 82,6                               | 4,6                         | 2,4                        | 1,1                           | 0,4                           | 13,5                     | 12              | 12                        | 30,7                     | 46,5                     | 35,8                                  | 78,1                               | 4,5                         | 2,0                        | 1,2                           | 0,3                           | 13,7                     |
| 2014/15 | Вашингтон | 73               | 73                        | 26,2                     | 44,7                     | 38,9                                  | 78,1                               | 4,0                         | 2,0                        | 0,6                           | 0,3                           | 11,9                     | 10              | 10                        | 29,8                     | 48,5                     | 52,4                                  | 85,0                               | 4,2                         | 0,9                        | 0,6                           | 0,7                           | 14,6                     |
| 2015/16 | Клипперс  | 68               | 38                        | 18,1                     | 36,3                     | 31,0                                  | 81,8                               | 2,7                         | 1,0                        | 0,5                           | 0,3                           | 6,1                      | 5               | 1                         | 10,7                     | 16,7                     | 20,0                                  | 25,0                               | 1,2                         | 0,2                        | 0,4                           | 0,0                           | 1,2                      |
| 2016/17 | Клипперс  | 25               | 7                         | 11,1                     | 40,0                     | 34,9                                  | 76,9                               | 1,9                         | 0,4                        | 0,2                           | 0,2                           | 3,2                      | 7               | 0                         | 14,5                     | 44,4                     | 40,0                                  | 100,0                              | 2,0                         | 1,0                        | 0,3                           | 0,0                           | 3,0                      |
|         | Всего     | 1343             | 1284                      | 34,2                     | 44,5                     | 36,8                                  | 80,6                               | 5,6                         | 3,5                        | 1,3                           | 0,6                           | 19,7                     | 170             | 159                       | 36,6                     | 42,3                     | 35,5                                  | 83,0                               | 5,8                         | 3,4                        | 1,2                           | 0,6                           | 18,7                     |

### Статистика в NCAA
| Сезон   | Команда | Конференция | Год обучения («FR» — 1 курс, «SO» — 2 курс, «JR» — 3 курс, «SR» — 4 курс) | Сыгранные матчи | Матчи в стартовой пятёрке | Количество минут за игру | Процент попаданий с игры | Процент попадания трёхочковых бросков | Процент попадания штрафных бросков | Количество подборов за игру | Количество передач за игру | Количество перехватов за игру | Количество блок-шотов за игру | Количество очков за игру |
| ------- | ------- | ----------- | ------------------------------------------------------------------------- | --------------- | ------------------------- | ------------------------ | ------------------------ | ------------------------------------- | ---------------------------------- | --------------------------- | -------------------------- | ----------------------------- | ----------------------------- | ------------------------ |
| 1995/96 | Канзас  | Big 8       | FR                                                                        | 34              | 30                        | 25,4                     | 41,9                     | 30,4                                  | 60,6                               | 5,3                         | 1,8                        | 1,3                           | 0,8                           | 11,9                     |
| 1996/97 | Канзас  | Big 12      | SO                                                                        | 36              | 35                        | 28,1                     | 48,8                     | 46,5                                  | 71,7                               | 6,8                         | 2,1                        | 1,7                           | 0,8                           | 16,3                     |
| 1997/98 | Канзас  | Big 12      | JR                                                                        | 38              | 38                        | 30,4                     | 51,3                     | 33,9                                  | 73,8                               | 6,7                         | 2,6                        | 1,1                           | 1,1                           | 20,4                     |
| Всего   | Всего   | Всего       | Всего                                                                     | 108             | 103                       | 28,1                     | 48,1                     | 35,5                                  | 69,7                               | 6,3                         | 2,2                        | 1,4                           | 0,9                           | 16,4                     |

### Матчи всех звёзд НБА
| Сезон | GP | GS | MIN   | FG%  | 3P%  | FT%   | REB | AST | STL | BLK | TOV | PF | PTS |
| ----- | -- | -- | ----- | ---- | ---- | ----- | --- | --- | --- | --- | --- | -- | --- |
| 2002  | 1  | 0  | 23:00 | .500 | .167 | -     | 7   | 3   | 1   | 0   | 0   | 1  | 19  |
| 2003  | 1  | 0  | 18:00 | .364 | .000 | -     | 2   | 3   | 4   | 0   | 2   | 1  | 8   |
| 2004  | 1  | 0  | 13:00 | .500 | .000 | -     | 1   | 2   | 1   | 0   | 1   | 2  | 8   |
| 2005  | 1  | 0  | 15:00 | .571 | .000 | 1.000 | 3   | 3   | 2   | 0   | 0   | 2  | 9   |
| 2006  | 1  | 0  | 15:00 | .500 | -    | .500  | 2   | 1   | 1   | 0   | 0   | 0  | 7   |
| 2008  | 1  | 0  | 12:37 | .556 | .000 | -     | 4   | 2   | 0   | 0   | 2   | 0  | 10  |
| 2009  | 1  | 0  | 19:39 | .545 | .200 | .833  | 4   | 2   | 2   | 0   | 1   | 3  | 18  |
| 2010  | 1  | 0  | 11:36 | .500 | .667 | -     | 0   | 0   | 1   | 0   | 1   | 0  | 8   |
| 2011  | 1  | 0  | 11:12 | .333 | .333 | .500  | 1   | 2   | 0   | 0   | 3   | 0  | 6   |
| 2012  | 1  | 0  | 11:07 | .125 | .250 | -     | 2   | 0   | 0   | 1   | 2   | 1  | 3   |
| Всего | 10 | 0  | 150   | .456 | .188 | .727  | 26  | 18  | 12  | 1   | 12  | 10 | 96  |

### Трипл-даблыза карьеру
| Номер | Дата            | Противник                   | Итоговый счёт                                                               | Очки | Подборы | Передачи |
| ----- | --------------- | --------------------------- | --------------------------------------------------------------------------- | ---- | ------- | -------- |
| 1     | 26 января 2003  | Орландо Мэджик              | Победа 91-83 Обзор                                                          | 27   | 13      | 13       |
| 2     | 22 января 2005  | Милуоки Бакс                | Победа 106-96 Обзор                                                         | 26   | 10      | 10       |
| 3     | 3 января 2005   | Нью-Орлеан Хорнетс          | Победа 108-90 Обзор                                                         | 19   | 10      | 10       |
| 4     | 2 февраля 2005  | Нью-Джерси Нетс             | Победа 110-89 Обзор                                                         | 28   | 10      | 10       |
| 5     | 8 марта 2006    | Филадельфия Севенти Сиксерс | Победа 104—101 Обзор                                                        | 31   | 12      | 10       |
| 6     | 19 декабря 2010 | Индиана Пэйсерс             | Победа 99-88 Обзор                                                          | 18   | 10      | 12       |
| 7     | 27 января 2013  | Майами Хит                  | Победа 100-98 2OT Обзор Архивная копия от 6 февраля 2013 на Wayback Machine | 17   | 13      | 10       |

## Международная карьера
В составе команды Запада принимал участие в Олимпийском фестивале 1995 года и занял 4 место с результатом 1-3, набирая в среднем за игру 9,5 очка, 4 подбора и 2 передачи.
Входил в ряды сборной США по баскетболу до 21 года и принимал участие в играх квалификационного турнира на чемпионат мира. В 5 играх (1 — в стартовом составе) набирал 9,4 очка, 4,4 подбора, 1,2 передачи и 1,6 перехвата за игру.
В составе национальной сборной США участвовал в домашнем чемпионате мира в Индианаполисе, набирая в среднем по 19,8 очка, 4,6 подбора и 3,9 передачи в среднем за игру. Та сборная проиграла сборной Югославии в четвертьфинале и сборной Испании в игре за 5-6 места, став в итоге 6-й с результатом 6 побед и 3 поражения (ещё одно поражение — от сборной Аргентины на 2-м групповом этапе).
Призывался в ряды сборной на чемпионат мира 2006 года, но поездке в Японию помешали травма и запланированная операция левого локтя.

## Характеристика игрока
Всю жизнь — со второго года в старшей школе и по настоящий момент — выступает под 34-м номером, но, в отличие от множества символичных историй, футболка с цифрой 34 на спине была самой большой и единственной подходящей Пирсу по размеру из тех, что были в наличии у команды Старшей школы Инглвуда. Благодаря счастливой случайности, среди закреплённых номеров клуба «Бостон Селтикс» 34-го не оказалось, что и позволило Полу и дальше выступать с привычным числом на спине.
Подходящие для позиции лёгкого форварда физические данные плюс природное чувство момента позволяют Пирсу оставаться одним из ведущих специалистов по набору очков. Его несколько консервативная манера игры, основанная на хитрости и владении собственным телом, вкупе с обширным арсеналом технических приёмов даёт Пирсу преимущество над любым опекающим его оппонентом. Уверенный средний и дальний бросок, умение с помощью дриблинга создать себе пространство и проход под кольцо с атакой с обеих рук являют собой сочетание, не имеющее себе противоядия.
Особенной строкой в действиях Пирса на площадке идут его многочисленные финты, ставящие в тупик защитников: повороты, работа ног, смена направления движения, смена темпа движения, ложные показы на бросок, кроссоверы и контактная работа корпусом — все эти фундаментальные приёмы и позволяют Пирсу оставаться звездой НБА.
Стабильность, уверенность и опыт вкупе с умением прочитать своего оппонента делают его особенно полезным в последние, решающие минуты матчей (так называемый «клатч»). Победные броски Пирса с сиреной принесли команде «Бостон Селтикс» немало важных побед. Истинным «кельтом» Пирса делает и его любовь к играм с «Лейкерс», и его эффективность в играх против «озерников». Самые высокие цифры в графе набранных очков (среди всех гостевых арен) Пирс показывает именно в «Стэйплс-центре». После 5-й игры финала 2008 года, в которой Пирс набрал 38 очков, Коби Брайант сказал о нём на пресс-конференции:

Он крут. Не так много игроков, обладающих умениями во всех атакующих компонентах. Я хочу сказать, что он может атаковать со средней дистанции, с дальней, пройти под кольцо, уйти в левую сторону, уйти в правую. А у него целый набор [движений]. Я получаю удовольствие, наблюдая за его игрой, играя против него; он великолепен.
Оригинальный текст (англ.)"He's tough," said Bryant. "There's not a lot of players that have a well-rounded offensive game. What I mean by that, he's got a good midrange game, long ball, pull up to the hoop, pull up left, pull up right. He has the whole package. I enjoy watching him play, I enjoy playing against him, and he's fantastic.". 

Самому же Пирсу присущи громкие высказывания вроде «Я чувствую, что пришло моё время» или даже «Я лучший игрок планеты!», в ответ на вопрос репортёра о том, является ли Коби Брайант лучшим игроком в мире. Также, по словам самого Пирса, он является «классическим примером хорошего игрока в плохой команде».
В ходе первого раунда плей-офф 2008 года против «Атланты Хокс» был оштрафован Ассоциацией на 25 тысяч долларов за жест рукой в сторону игрока «Хокс», Эла Хорфорда, который был расценен как невербальный знак уличной банды Piru, входящей в состав лос-анджелесской бандитской группировки Bloods.

## Ножевой инцидент
25 сентября 2000 года в час ночи в полицию города Бостон поступило сообщение о драке в местном клубе Buzz.
Пол Пирс прибыл на вечеринку в этот клуб вместе с двумя своими партнёрами по команде, одним из которых был Тони Батти, и во время попытки Пирсом остановить драку между другими посетителями, он был 11 раз ударен ножом в область шеи, лица и спины. Пол был немедленно госпитализирован в близрасположенную больницу New England Medical Center. От летального исхода его спасло и то, что больница находилась в паре минут от места инцидента, и то, что во время нападения на нём была надета кожаная куртка, оказавшая своё, позитивное для спортсмена, влияние на глубину проникновения ножа; со спины лезвие вошло в тело на 7 дюймов, едва не задев сердце. Этот инцидент не помешал Пирсу месяц спустя выйти на площадку в новом сезоне НБА.

## Криптовалюта и судебные разбирательства
17 февраля 2023 года Комиссия по ценным бумагам и биржам США в своём аккаунте в Twitter сообщила о предъявлении собственных обвинений бывшему игроку и звезде Зала славы NBA:
— за участие в рекламе токенов EMAX, предлагаемых и продаваемых EthereumMax, в социальных сетях, во время которой баскетболист не сообщил о денежной компенсации, полученной им за продвижение,
— а также за ложные и вводящие в заблуждение рекламные заявления об этом же криптоактиве.
Ранее, в январе 2022 года, Пирс уже выступал ответчиком в коллективном иске Райана Хьюгерича и других инвесторов EthereumMax против «светской львицы» и звезды реалити-шоу Ким Кардашьян, легенды бокса Флойда Мейвезера-младшего, и других за их «ложные или вводящие в заблуждение  заявления» в продвижении криптовалюты. Этот иск был отклонён в связи с невозможностью установить, повлияли ли на решение инвесторов приобрести криптовалюту именно финансовые акции этих публичных личностей, а также выяснить, что они действовали с целью ввести инвесторов в заблуждение, а не в собственных интересах.
Согласно summary нового иска в период с 26 мая по 5 июня 2021 года Пирс – 45-летний бывший профессиональный баскетболист и спортивный аналитик – рекламировал в Twitter среди своей 4-миллионной аудитории «a crypto asset security», «криптоактивы — ценные бумаги», которые предлагала и продавала компания EthereumMax, умолчав при этом о компенсации  1 622 319 996 192 EMAX токенами на сумму около 244 116 долларов США, которую он получил от компании за эту работу 8 переводами с 24 мая по 18 июня.
Как минимум небрежно, он публиковал ложные с финансовой точки зрения и вводящие в заблуждение сообщения, в частности, о сумме его личных криптоактивов или о намерении увеличить свои инвестиции – при одновременной продаже содержимого своего криптокошелька.
Комиссия особо указывает на то, что баскетболист занимался продвижением  EthereumMax уже после её заявлений о принадлежности криптоактивов к категории ценных бумаг и, соответственно, о необходимости соблюдать надлежащее федеральное законодательство, а также после официального предупреждения одного из управлений Комиссии 2017 года о том, что любая знаменитость или другое лицо, продвигающее виртуальные активы, обязано раскрыть характер, объём и сумму компенсации, которую оно получило в обмен на рекламу. Не предоставление или искажение такой информации для потенциальных инвесторов является прямым нарушением федерального закона о ценных бумагах, касающегося рекламы и мошенничества.
Пирс внёс предложение урегулировать спор до суда. Не признавая, но и не отрицая выводов Комиссии, он согласился выплатить 1 409 565 долларов США в виде штрафов (1 150 000 долларов), противоправно полученной прибыли (244 116 долларов) и досудебных процентов (15 449 долларов).
Эти денежные средства будут зачисляться на счёт Казначейства Соединённых Штатов и удерживаться там до решения государственного регулятора о распределении их среди пострадавших инвесторов либо передаче в доход государства. В случае нарушения установленных сделкой сроков выплат (500 000 долларов в течение первых 20 дней после вступления решения в силу, 300 000 – в течение 180 дней и 609 565 долларов – в течение 360 дней после вступления) будут начислены ещё и дополнительные проценты в соответствии с правилом 600 SEC Rule of Practice.
Кроме этого Пол Пирс согласился не продвигать прямо или косвенно, по инициативе какого бы ни было эмитента любые криптоактивы – как предлагаемые для продажи, так и просто подпадающие под это понятие по мнению Комиссии — в течение последующих трех лет.

## Прозвище
Пол Пирс широко известен своим прозвищем:англ. The Truth: «Правда», «Истина». Этим он обязан Шакилу О’Нилу
13 марта 2001 года, после матча с «Бостон Селтикс», центровой «Лос-Анджелес Лейкерс» Шакил О’Нил в раздевалке сказал репортёру:

Запишите. Меня зовут Шакил О’Нил, и Пол Пирс — [нецензурное, удалено] Истина. Можете это цитировать, ни слова не пропускайте. Я знал, что он может играть, но я не знал, что он может ТАК играть. Пол Пирс — это Истина.
Оригинальный текст (англ.)Take this down. My name is Shaquille O'Neal, and Paul Pierce is the (expletive deleted) truth. Quote me on that, and don't take nothing out. I knew he could play, but I didn't know he could play like this. Paul Pierce is the truth. 

При переводе теряется некоторая игра слов, но «Шак» был так впечатлён игрой Пирса (42 очка, 13-19 с игры, 6 подборов и 4 перехвата), что подчеркнул «истинность» его статуса звезды Ассоциации и лидерских качеств.

## Личная жизнь
На Уик-энде Всех звёзд в Хьюстоне, в 2006 году, встретил свою будущую жену, Джулию Лэндрум, брак с которой был заключён только в июле 2010 года. Свадьба прошла в отеле «Pelican Hill» в городе Ньюпорт-Бич, штат Калифорния. На церемонии присутствовало 80 гостей, среди которых — партнёры Пирса по «Бостону»: Кевин Гарнетт, Рэй Аллен и главный тренер, Док Риверс. 4 апреля 2008 года Пол стал отцом и сейчас вместе с женой воспитывает дочь, Прианну Ли Пирс.
Сам Пол называет «Мартина» с Мартином Лоуренсом своим любимым сериалом. Любимый спорт, помимо баскетбола, — теннис. Является основателем нескольких благотворительных организаций: The Truth Fund помогает детям преимущественно из малообеспеченных семей (особенно в вопросе получения образования), а организация TruthOnHealth занимается пропагандой здорового образа жизни среди молодёжи (большое внимание уделяется здоровому питанию).
Пирс также является партнёром таких компаний как Nike, Spalding, Powerade, USI Insurance Solutions, Steiner Sports, Cisco’s Flip и Switch2Health.
Летом 2011 года принял участие в розыгрыше Мировой серии покера. Участвуя в турнире такого уровня впервые, Пирсу удалось удвоить сумму своих фишек более чем вдвое, с 30 000 до 62 750, в ходе первого раунда. Но, проведя за столом в общей сложности 17 часов 40 минут, он был вынужден признать поражение на второй стадии турнира, таким образом опередив более 2 тысяч участников, отсеянных ранее.

## Зарплата по ходу карьеры
| Сезон   | Клуб              | Сумма        |
| ------- | ----------------- | ------------ |
| 1998/99 | Бостон Селтикс    | $1 165 000   |
| 1999/00 | Бостон Селтикс    | $1 503 960   |
| 2000/01 | Бостон Селтикс    | $1 608 840   |
| 2001/02 | Бостон Селтикс    | $2 051 271   |
| 2002/03 | Бостон Селтикс    | $10 067 750  |
| 2003/04 | Бостон Селтикс    | $11 326 219  |
| 2004/05 | Бостон Селтикс    | $12 584 688  |
| 2005/06 | Бостон Селтикс    | $13 843 156  |
| 2006/07 | Бостон Селтикс    | $15 101 625  |
| 2007/08 | Бостон Селтикс    | $16 360 094  |
| 2008/09 | Бостон Селтикс    | $18 077 903  |
| 2009/10 | Бостон Селтикс    | $19 795 712  |
| 2010/11 | Бостон Селтикс    | $13 876 321  |
| 2011/12 | Бостон Селтикс    | $15 333 334  |
| 2012/13 | Бостон Селтикс"   | $16 790 345  |
| 2013/14 | Бруклин Нетс      | $15 333 334  |
| 2014/15 | Вашингтон Уизардс | $5 305 000   |
| Всего   | 1998—2015         | $190 124 552 |

## Личные достижения и рекорды

### Достижения
- Чемпион НБА: 2008
- Самый ценный игрок финала НБА: 2008
- Участник матча Всех звёзд: 2002, 2003, 2004, 2005, 2006, 2008, 2009, 2010, 2011.
- Победитель конкурса трёхочковых бросков: 2010.
- Включён в сборную всех звёзд НБА: 2002 (3), 2003 (3), 2008 (3), 2009 (2).
- Включён в сборную новичков НБА: 1999.

### Рекорды клуба «Бостон Селтикс», установленные Пирсом
- Набирал 30 и более очков в 12 играх подряд.
- Наибольшее количество очков, набранных в ТД Гардене: 50.
- Наибольшее количество очков, набранных за половину (включая овертайм): 46.
- Наибольшее количество очков, набранных в овертайме: 13.
- Наибольшее количество выполненных трёхочковых бросков за карьеру: 4273.
- Наибольшее количество забитых трёхочковых за карьеру: 1578.
- Наибольшее количество выполненных штрафных бросков за карьеру: 7212.
- Наибольшее количество забитых штрафных бросков за карьеру: 5808.
- Наибольшее количество штрафных бросков, выполненных в одной игре: 24.
- Наибольшее количество штрафных бросков, забитых в одной игре: 20.
- Наибольшее количество штрафных бросков, выполненных за половину: 14.
- Наибольшее количество штрафных бросков, выполненных за один сезон: 812.
- Наибольшее количество штрафных бросков, забитых за один сезон: 627.
- Наибольшее количество перехватов, совершённых в одной игре: 9.
- Наибольшее количество штрафных бросков забитых подряд в плей-офф: 21.
- Наибольшее количество очков, набранных за половину в плей-офф: 32.
- Наибольшее количество очков в среднем за игру в течение одного месяца: 33,5.
- Единственный игрок в истории «Селтикс» с наибольшей в НБА суммой очков за сезон: 2,144.
- 2-й в истории «Селтикс» по количеству очков, набранных в среднем за игру: 22,2 (после Ларри Берда).
- 3-й в истории «Селтикс» по количеству очков, набранных за карьеру (после Джон Хавличека и Ларри Берда).